# Anairetes alpinus
El cachudito pechicenizo, cachudito de pecho cenizo o torito de pecho cenizo (Anairetes alpinus) es una especie de ave paseriforme de la familia Tyrannidae perteneciente al género Anairetes. Es nativo de regiones andinas del oeste de América del Sur, se encuentra amenazado de extinción.

## Disribución y hábitat
Se distribuye de forma muy fragmentada y local en la cordillera de los Andes del centro norte de Perú (Áncash) hasta Cuzco y hasta el oeste de Bolivia (La Paz.
Esta especie es considerada rara y muy local en su hábitat natural: parches de bosques de Polylepis, a grandes altitudes, entre 3700 y 4600 m.

## Estado de conservación
El cachudito pechicenizo ha sido calificado como amenazado de extinción por la Unión Internacional para la Conservación de la Naturaleza (IUCN) debido a que su muy pequeña  población, estimada ente 150 y 700 individuos maduros, se encuentra confinada a un hábitat que está severamente fragmentado y sujetado a una continua degradación en su extensión y calidad.

## Sistemática

### Descripción original
La especie A. alpinus fue descrita por primera vez por el ornitólogo estadounidense Melbourne Armstrong Carriker en 1933 bajo el nombre científico Yanacea alpina; su localidad tipo es: «Yánac, Áncash, 15000 pies (c. 4570 m), Perú». El holotipo, un macho adulto colectado el 26 de marzo de 1932, se encuentra depositado en la Academia de Ciencias Naturales de la Universidad Drexel, bajo el número ANSP 108195.

### Etimología
El nombre genérico masculino «Anairetes» proviene del griego «αναιρετης anairetēs» que significa destructor (p. ej. tirano); y el nombre de la especie «alpinus» en latín significa ‘alpino’, ‘de las altas montañas’.

### Taxonomía
Anteriormente fue colocado en un género Spizitornis porque se pensaba que Anairetes estaba pre-ocupado. Los análisis genéticos indican que la presente especie es hermana de Anairetes flavirostris.

### Subespecies
Según las clasificaciones del Congreso Ornitológico Internacional (IOC) y Clements Checklist/Bird v.2019 se reconocen dos subespecies, con su correspondiente distribución geográfica:
- Anairetes alpinus alpinus (Carriker), 1933 – pendiente occidental de los Andes en el norte de Perú (La Libertad, Áncash, Lima).

- Anairetes alpinus bolivianus (Carriker), 1935 – sureste de Perú (Cuzco, Apurímac) y noroeste de Bolivia (La Paz).